# Sakskøbing
Sakskøbing este un oraș în Danemarca.